# Come On in My Kitchen
Come On In My Kitchen to utwór bluesowy Roberta Johnsona nagrany w listopadzie 1936 dla Vocalion Records, podczas pierwszej profesjonalnej sesji nagraniowej muzyka. Melodia piosenki bazuje na "Sittin' on Top of the World" zespołu Mississippi Sheiks. Utwór, wśród czarnych muzyków początkowo nie znajdując uznania podobnego innym utworom Johnsona, został ponownie wydany w połowie lat 60., wzbudzając zainteresowanie wielu białych muzyków. Wśród nich byli np. Johnny Winter, Eric Clapton, Peter Green, Patti Smith, Rory Block oraz członek The Beatles, George Harrison. Swoją interpretację utworu nagrała także Cassandra Wilson.